# 薩克拉門托山
薩克拉門托山（英語：Sacramento Mountains）是美國新墨西哥州中南部的一座山脈，位於奧特羅縣阿拉莫戈多以東（山脈的一小部分位於林肯縣和查維斯縣）。薩克拉門托山從北到南綿延85英里（137公里），從東到西綿延42英里（68公里）。